# Pseudorhynchus inermis
Pseudorhynchus inermis är en insektsart som först beskrevs av Heinrich Hugo Karny 1907.  Pseudorhynchus inermis ingår i släktet Pseudorhynchus och familjen vårtbitare. Inga underarter finns listade i Catalogue of Life.